# Зимске параолимпијске игре 2018.
Зимске параолимпијске игре 2018 ( корејски: 2018년 동계 패럴림픽; РР: 2018nyeon Donggye Paereollimpik  ), 12. Зимске Параолимпијске игре, и такође познатије као игре у Пјонгчангу 2018., биле су међународни мулти-спортски догађај за спортисте са инвалидитетом којим управља Међународни параолимпијски комитет (МПК) који је одржан у Пјонгчангу, Јужна Кореја., од 9. до 18. марта 2018. године. То су биле друге Параолимпијске игре које су одржане у Јужној Кореји, после Летњих параолимпијских игара у Сеулу 1988 .

## Избор домаћина
Као део формалног споразума између Међународног параолимпијског комитета и Међународног олимпијског комитета који је први пут успостављен 2001., победник понуде за Зимске олимпијске игре 2018. такође је требало да буде домаћин Зимских параолимпијских игара 2018.
Пјонгчанг је изабран за домаћина током 123. заседања МОК-а у Дурбану 2011. године, добивши потребну већину од најмање 48 гласова у првом кругу гласања.
| Град      | Држава       | Гласови |
| --------- | ------------ | ------- |
| Пјонгчанг | Јужна Кореја | 63      |
| Минхен    | Немачка      | 25      |
| Анси      | Француска    | 7       |

## Забринутости и контроверзе
Пре Зимских олимпијских игара 2018, Северна Кореја се сложила да њени спортисти марширају заједно са спортистима јужнокорејског тима током церемоније отварања, и изнесу уједињени женски хокејашки тим. Међутим, током састанка у Пјонгчангу између лидера њихових националних параолимпијских комитета, две земље нису успеле да организују сличан аранжман за Параолимпијске игре. Јужнокорејски параолимпијски комитет је навео да су севернокорејски званичници затражили да се стене Лајенкорт (које су предмет текућег спора око суверенитета између Јужне Кореје и Јапана) уврсте на заставу уједињења Кореје током Параолимпијских игара. Јужна Кореја је одбила овај захтев, јер је сматрала да је у супротности са препорукама МПК-а против политичких гестова.
Председник МПК-а Ендру Парсонс изразио је разочарење због одлуке, али је напоменуо да земља „поштује и цени визију и мисију МПК-а” и да је „посвећена даљем раду са МПК-ом на побољшању живота особа са инвалидитетом у Северној Кореји”, док такође признајући да је МОК „направио велики напредак у отварању дијалога између две нације“ пре Олимпијаде и да њихов састанак „подвлачи огромну способност спорта да окупи земље у позитивном дијалогу“.